# Coupable d'innocence ou Quand la raison dort
Pour plus de détails, voir Fiche technique et Distribution.
Coupable d'innocence ou Quand la raison dort est un film franco-polonais, sorti en 1992.

## Fiche technique
- Titre : Coupable d'innocence ou Quand la raison dort
- Réalisation : Marcin Ziebinski
- Scénario : Andrzej Rychcik et Wojciech Ziminski
- Musique : Jean-Claude Petit
- Pays d'origine :  France -  Pologne
- Genre : drame
- Date de sortie : 1992

## Distribution
- Jonathan Zaccaï : Maximilien Bardo
- Ute Lemper : Catherine Gless
- Philippine Leroy-Beaulieu : Jeanne Eberlen
- André Wilms : Henri Bicken
- Jan Peszek : Jacques Kaltfish
- Witold Debicki : Giacomo Cinquedea
- Wojciech Pszoniak : Karl Ottenhagen
- Janusz Gajos
- Piotr Szulkin